# Rosalind Groenewoud
Rosalind Groenewoud (ur. 10 grudnia 1989 w Calgary) – kanadyjska narciarka dowolna, specjalizująca się w half-pipie. W 2011 roku wywalczyła złoty medal na mistrzostwach świata w Deer Valley. Na rozgrywanych trzy lata później igrzyskach olimpijskich w Soczi zajęła siódme miejsce. Najlepsze wyniki w Pucharze Świata osiągnęła w sezonie 2012/2013, kiedy to zajęła trzecie miejsce w klasyfikacji generalnej, a w klasyfikacji halfpipe’u była druga. W sezonach 2010/2011 i 2011/2012 także zajmowała drugie miejsce w klasyfikacji halfpipe’a. W swym dorobku posiada również cztery medale Winter X-Games, w tym złoty w konkurencji Superpipe.

## Osiągnięcia

### Igrzyska olimpijskie
| Miejsce | Dzień     | Rok  | Miejscowość | Konkurencja | Zwycięzca     |
| ------- | --------- | ---- | ----------- | ----------- | ------------- |
| 7.      | 20 lutego | 2014 | Soczi       | Halfpipe    | Maddie Bowman |
| 10.     | 20 lutego | 2018 | Pjongczang  | Halfpipe    | Cassie Sharpe |

### Mistrzostwa świata
| Miejsce | Dzień    | Rok  | Miejscowość   | Konkurencja | Zwycięzca       |
| ------- | -------- | ---- | ------------- | ----------- | --------------- |
| 11.     | 5 marca  | 2009 | Inawashiro    | Halfpipe    | Virginie Faivre |
| 1.      | 5 lutego | 2011 | Deer Valley   | Halfpipe    | -               |
| 12.     | 5 marca  | 2013 | Voss          | Halfpipe    | Virginie Faivre |
| 7.      | 18 marca | 2017 | Sierra Nevada | Halfpipe    | Ayana Onozuka   |

### Puchar Świata

#### Miejsca w klasyfikacji generalnej
- sezon 2005/2006: 59.
- sezon 2006/2007: 57.
- sezon 2007/2008: 23.
- sezon 2008/2009: 57.
- sezon 2010/2011: 14.
- sezon 2011/2012: 22.
- sezon 2012/2013: 3.
- sezon 2014/2015: 146.
- sezon 2014/2016: 76.
- sezon 2016/2017: 67.
- sezon 2017/2018: 164.

#### Miejsca na podium w zawodach
1. Valmalenco – 12 marca 2008 (halfpipe) – 3. miejsce
2. La Plagne – 19 marca 2009 (halfpipe) – 3. miejsce
3. Kreischberg – 21 stycznia 2011 (halfpipe) – 1. miejsce
4. Copper Mountain – 9 grudnia 2011 (halfpipe) – 2. miejsce
5. Mammoth Mountain – 4 marca 2012 (halfpipe) – 2. miejsce
6. Copper Mountain – 11 stycznia 2013 (halfpipe) – 2. miejsce
7. Soczi – 16 lutego 2013 (halfpipe) – 2. miejsce
8. Sierra Nevada – 25 marca 2013 (halfpipe) – 1. miejsce

- W sumie (2 zwycięstwa, 4 drugie i 2 trzecie miejsca).